# Mistrzostwa Europy w Lekkoatletyce 1982 – skok w dal kobiet

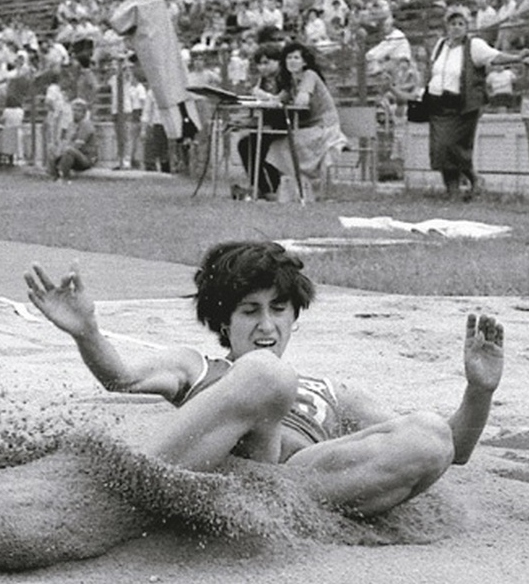
Vali Ionescu

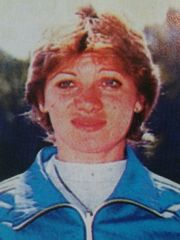
Anișoara Cușmir

Skok w dal kobiet był jedną z konkurencji rozgrywanych podczas XIII mistrzostw Europy w Atenach. Kwalifikacje rozegrano 6 września, a finał 7 września 1982 roku. Zwyciężczynią tej konkurencji została reprezentantka Rumunii Vali Ionescu. W rywalizacji wzięło udział dwadzieścia jeden zawodniczek z dwunastu reprezentacji.

## Rekordy
| Rekord świata     | Vali Ionescu (ROU)       | 7,20 | Bukareszt, Rumunia    | 01.08.1982 |
| Rekord Europy     | Vali Ionescu (ROU)       | 7,20 | Bukareszt, Rumunia    | 01.08.1982 |
| Rekord mistrzostw | Vilma Bardauskienė (SUN) | 7,09 | Praga, Czechosłowacja | 29.08.1978 |

## Wyniki

### Kwalifikacje
Minimum wynosiło 6,50 m.
| Miejsce | Zawodniczka         | Wynik | Uwagi |
| ------- | ------------------- | ----- | ----- |
| 1       | Heike Daute         | 6,77  | Q     |
| 2       | Sabine Everts       | 6,68  | Q     |
| 3       | Brigitte Wujak      | 6,67  | Q     |
| 4       | Anișoara Cușmir     | 6,62  | Q     |
| 5       | Vali Ionescu        | 6,58  | Q     |
| 6       | Jelena Iwanowa      | 6,55  | Q     |
| 7       | Jarmila Strejčková  | 6,54  | Q     |
| 8       | Irena Duchnowicz    | 6,52  | Q     |
| 9       | Zsuzsa Vanyek       | 6,51  | Q     |
| 10      | Anna Włodarczyk     | 6,47  | q     |
| 11      | Christine Schima    | 6,46  | q     |
| 12      | Karin Antretter     | 6,45  | q     |
| 13      | Marula Lambru       | 6,38  |       |
| 14      | Swietłana Zorina    | 6,35  |       |
| 15      | Ludmila Jimramovská | 6,33  |       |
| 16      | Gina Ghioroaie      | 6,30  |       |
| 17      | Anne Kyllönen       | 6,28  |       |
| 18      | Eva Murková         | 6,25  |       |
| 19      | Dorthe Rasmussen    | 6,18  |       |
| 20      | Snežana Dančetović  | 6,16  |       |
| 21      | Lena Wallin         | 5,75  |       |

### Finał
| Poz. | Zawodniczka        | Reprezentacja  | Próby | Próby | Próby | Próby | Próby | Próby | Wynik |
| Poz. | Zawodniczka        | Reprezentacja  | 1     | 2     | 3     | 4     | 5     | 6     | Wynik |
| ---- | ------------------ | -------------- | ----- | ----- | ----- | ----- | ----- | ----- | ----- |
| 01 ! | Vali Ionescu       | Rumunia        | 6,60  | x     | 6,79  | 6,79  | 6,78  | x     | 6,79  |
| 02 ! | Anișoara Cușmir    | Rumunia        | 6,71  | 6,67  | 6,59  | 6,67  | x     | 6,73  | 6,73  |
| 03 ! | Jelena Iwanowa     | ZSRR           | 6,51  | 6,70  | 6,46  | 6,64  | 6,73  | 6,61  | 6,73  |
| 4.   | Heike Daute        | NRD            | 6,71  | 6,55  | 6,41  | 6,67  | 6,58  | 6,61  | 6,71  |
| 5.   | Anna Włodarczyk    | Polska         | 6,54  | 6,69  | 6,47  | 6,25  | 6,16  | 6,35  | 6,69  |
| 6.   | Sabine Everts      | RFN            | 6,64  | 6,67  | 6,58  | 6,58  | 6,57  | 6,65  | 6,67  |
| 7.   | Christine Schima   | NRD            | 6,59  | 6,41  | 6,42  | 6,43  | 6,56  | 6,64  | 6,64  |
| 8.   | Karin Antretter    | RFN            | x     | 6,55  | 6,42  | 6,36  | 6,43  | 6,38  | 6,55  |
| 9.   | Zsuzsa Vanyek      | Węgry          |       |       |       |       |       |       | 6,52  |
| 10.  | Brigitte Wujak     | NRD            |       |       |       |       |       |       | 6,47  |
| 11.  | Jarmila Strejčková | Czechosłowacja |       |       |       |       |       |       | 6,43  |
| 12.  | Irena Duchnowicz   | ZSRR           |       |       |       |       |       |       | 6,33  |